# Deutsche Faustball-Liga
Die Deutsche Faustball-Liga e. V. ist die Dachorganisation für die deutschen Vereine im Faustball. Die DFBL organisiert die Spiele der ersten und zweiten Bundesliga.
In den Hochzeiten der Faustball-Liga der Bundesrepublik, den 1950er Jahren, wurden Finalspiele vor bis zu 10.000 Zuschauern ausgetragen. Nach einer Durststrecke, die Mitgliederzahl fiel bisweilen auf weniger als 27.000 Mitglieder, findet der Verband auch durch eine erfolgte Neustrukturierung seit 2004 wieder mehr Zuspruch und konnte seine Mitgliederzahl stetig steigern.
Die Bundesrepublik Deutschland war bisher viermal Ausrichter einer Faustball-Weltmeisterschaft der Männer, zuletzt 2023.